# 塞塞勒 (安省)
塞塞勒（法語：Seyssel，法語發音：[sɛsɛl]）是法国安省的一个市镇，属于贝莱区。塞塞勒隔罗讷河和对岸的同名市镇相望。

## 地理
塞塞勒（45°57'32"N, 5°49'52"E）面积2.4 平方千米，位于法国奥弗涅-罗讷-阿尔卑斯大区安省，该省份为法国东部省份，北起汝拉省，西北接索恩-卢瓦尔省，西接罗讷省和里昂大都会，南至伊泽尔省，东与萨瓦省、上萨瓦省和瑞士接壤。
与塞塞勒接壤的市镇（或旧市镇、城区）包括：昂格勒福尔、科尔博诺、塞塞勒。
塞塞勒的时区为UTC+01:00、UTC+02:00（夏令时）。

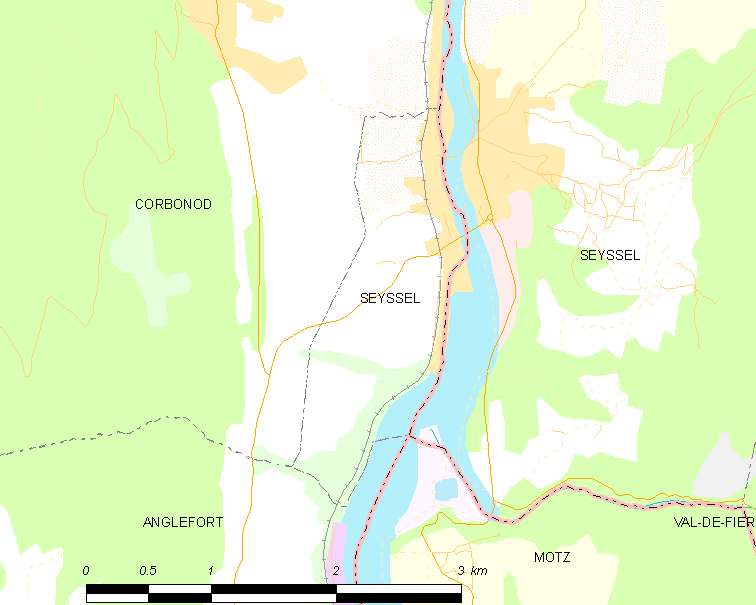
塞塞勒的OSM定位图

## 行政
塞塞勒的邮政编码为01420，INSEE市镇编码为01407。

## 政治
塞塞勒所属的省级选区为普拉托多特维尔县。

## 人口

1962-2008年间塞塞勒人口变化图示

塞塞勒于2022年1月1日时的人口数量为997人。